# Gabi Novak
Gabrijela Novak (Berlín, 8 de julio de 1936-Zagreb, 11 de agosto de 2025) fue una cantante de pop y jazz croata. Esposa del destacado cantautor croata Arsen Dedić, con quien se casó en 1973, Novak alcanzó la fama en la década de 1960.

## Vida y carrera
Nacida en Berlín en el seno de una familia formada por su padre, Đuro Novak, un croata de Hvar, y su madre, Elizabeth Reiman, una alemana de Berlín, Gabi Novak pasó su infancia en su ciudad natal, pero más tarde se trasladó a Yugoslavia. Su padre fue asesinado en 1945.
Novak se casó con el destacado compositor Stipica Kalogjera, pero en 1970 se divorciaron. El 30 de marzo de 1973 se casó con Arsen Dedić, un renombrado cantautor que también compuso muchas de sus canciones. La pareja tuvo un hijo, Matija, que murió el 8 de junio de 2025. El funeral de Matija fue la última aparición pública de Novak antes de su muerte dos meses después, el 11 de agosto, a la edad de 89 años. Murió en una residencia de ancianos, poco después de recuperarse de una neumonía.

## Premios
Gabi Novak fue ganadora de varios premios Porin:
- Best Jazz Performance (2002)[9]
- Album of the Year (2003)[10]
- Best Female Vocal Performance (2003)[10]
- Best Pop Album (2003)[10]
- Best Vocal Collaboration (2003)[10]
- Lifetime Achievement Award (2006).[11]